# Leptasterias squamulata
Leptasterias squamulata är en sjöstjärneart som beskrevs av Alexander Michailovitsch Djakonov 1938. Leptasterias squamulata ingår i släktet Leptasterias och familjen trollsjöstjärnor. Inga underarter finns listade i Catalogue of Life.